# شعب مانتشي تشول

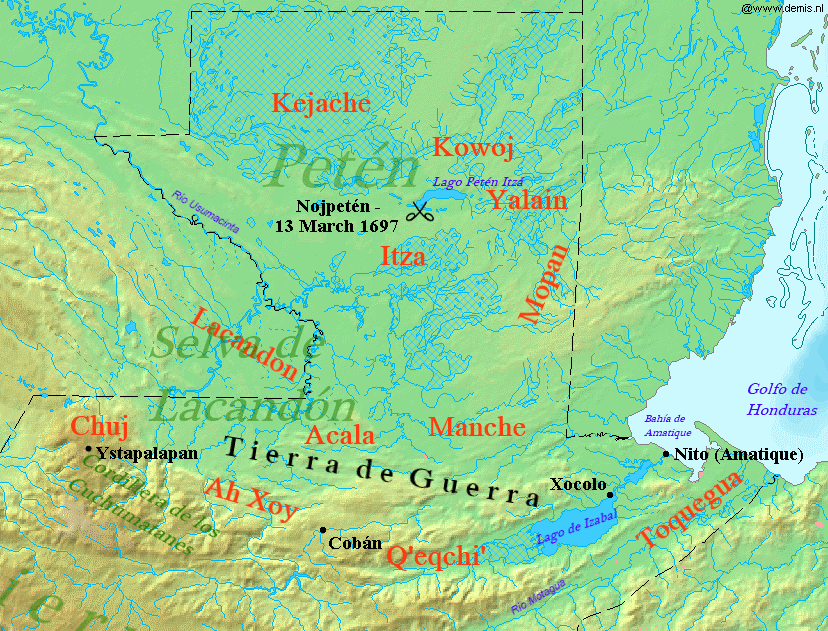

شعب مانتشي أو شعب مانتشي تشول (بالإنجليزية: Manche Ch'ol)‏ كان مجموعة بشرية من شعب المايا، سكنت أقصى جنوب ما يُعرف الآن بإدارة بيتين بجواتيمالا، وهي المنطقة المُحيطة بحيرة إيثابال، وجنوب بليز. استمد شعب المانتشي  تشول اسمه من مستوطنته الرئيسية التي تحمل نفس الاسم. كانوا آخر مجموعة من المتحدثين بلغة شولان الشرقية التي بقيت مُستقلة ومُتميزة عرقيًا. ومن المُرجح أنها انحدرت من سكان مدن المايا العصر الكلاسيكي (250-900) في منطقة مايا الجنوبية الشرقية، مثل نيم لي بونيت، كوبان وكيوريجوا.